# Cénotaphe de Bertrand du Guesclin
Le cénotaphe de Bertrand du Guesclin est un cénotaphe dédié à Bertrand du Guesclin situé à Châteauneuf-de-Randon, en France.

## Description
Le cénotaphe est établi dans le hameau de l'Habitarelle sur un petit tertre, on y accède par un escalier.
Le monument porte des inscriptions sur trois de ses faces :
- sur la face avant, « BERTRAND DU GUESCLIN CONNETABLE DE FRANCE 1313–1380 »
- sur le côté droit, « ICI LE 13 juillet 1380 BERTRAND DU GUESCLIN A RECU SUR SON LIT DE MORT LES CLEFS DE CHATEAUNEUF DE RANDON PRIS AUX DERNIERS CHEFS DES GRANDES COMPAGNIES »
- sur le côté gauche, « CE MONUMENT A ETE ELEVE PAR LE GOUVERNEMENT DE LA REPUBLIQUE ET LE DEPARTEMENT DE LA LOZERE A LA MEMOIRE DE BERTRAND DU GUESCLIN PRECURSEUR DE JEANNE D ARC DANS L ŒUVRE DU RELEVEMENT NATIONAL ».

## Historique

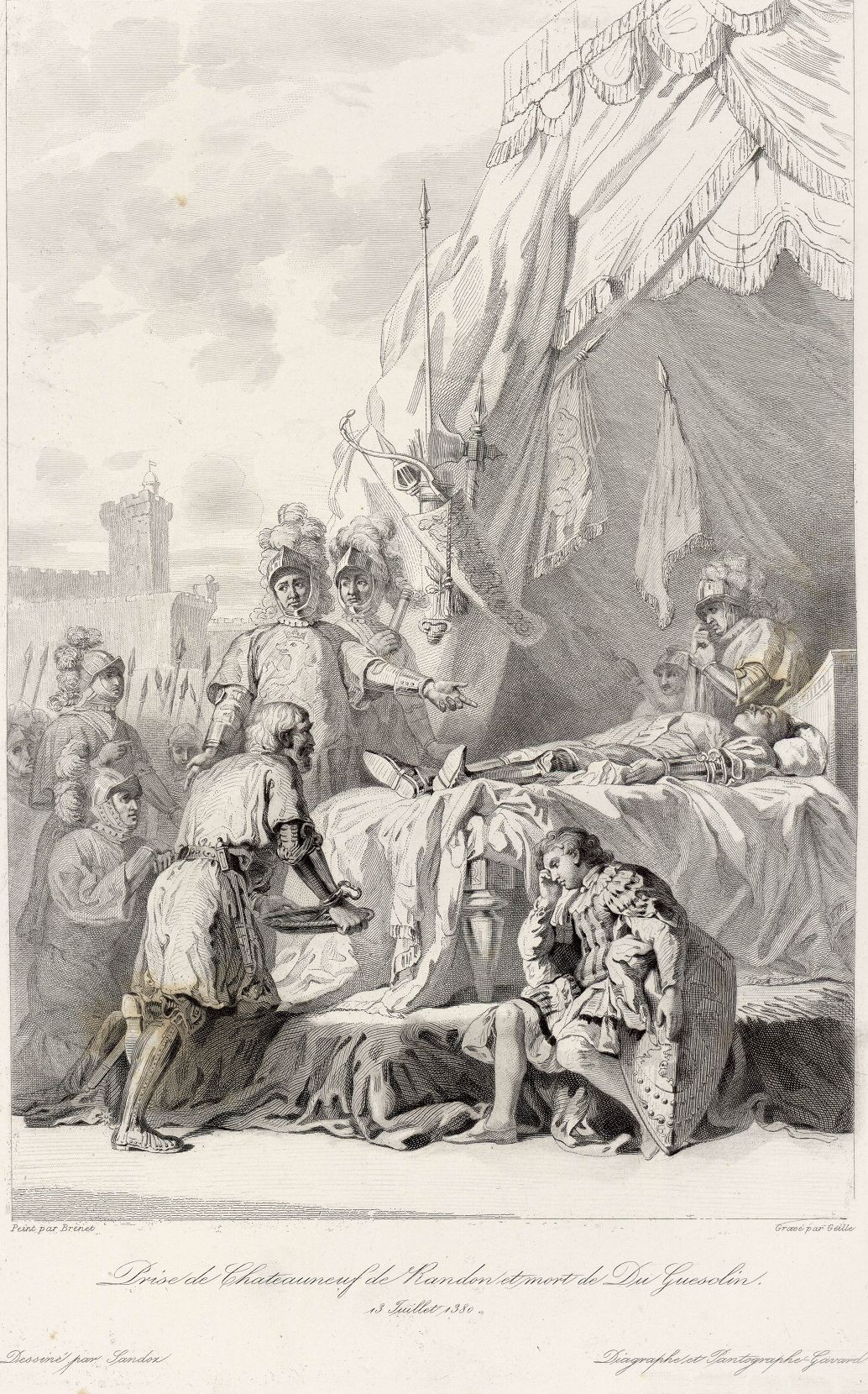
Mort de Du Guesclin.

Le cénotaphe est construit par subvention et souscription nationales en 1828. Le gisant est une reproduction en calcaire bleu du tombeau de du Guesclin dans la basilique royale de Saint-Denis. L'édifice est remplacé en 1911 par un mausolée refait en granit. Le gisant est remplacé en 1980 par une sculpture en zinc, œuvre du sculpteur Philippe Kaeppelin.
L'édifice est classé au titre des monuments historiques en 1911.

### Liens
- Ressource relative à l'architecture :   - Mérimée